# Пашково (Кемеровская область)
Пашково — село в Яшкинском районе Кемеровской области России. Административный центр Пашковского сельского поселения.

## История
Пашково было основано в 1800 году. В «Списке населенных мест Российской империи» 1868 года издания населённый пункт упомянут как заводская деревня Пашкова Томского округа (2-го участка) при речке Сосновке, расположенная в 64 верстах от губернского города Томска. В деревне имелся 41 двор и проживало 166 человек (81 мужчина и 85 женщин).

В 1893 году в деревне Пашкова, относившейся к Тутальской волости Томского уезда, имелось 56 дворов (54 крестьянских и 2 некрестьянских) и проживало 386 человек (192 мужчины и 194 женщины).

По данным 1926 года в селе Пашкова имелось 172 хозяйства и проживало 811 человек (в основном — русские). Функционировала лавка общества потребителей. В административном отношении Пашкова являлась центром сельсовета Тайгинского района Томского округа Сибирского края.

## География
Село находится в северо-западной части Кемеровской области, в юго-восточной части Западно-Сибирской равнины, преимущественно на левом берегу реки Сосновка, на расстоянии примерно 24 километров (по прямой) к северо-западу от посёлка городского типа Яшкино, административного центра района. Абсолютная высота — 137 метров над уровнем моря.

### Часовой пояс
Село Пашково, как и вся Кемеровская область, находится в часовой зоне МСК+4. Смещение применяемого времени относительно UTC составляет +7:00.

## Население
| 2010 |
| ---- |
| 907  |

Гендерный состав
По данным Всероссийской переписи населения 2010 года в гендерной структуре населения мужчины составляли 45,5 %, женщины — соответственно 54,5 %.
Национальный состав
Согласно результатам переписи 2002 года, в национальной структуре населения русские составляли 95 % из 1094 человек.

## Инфраструктура
В селе функционируют средняя общеобразовательная школа, детский сад, амбулатория (структурное подразделение Яшкинской районной больницы), дом культуры, библиотека и отделение Почты России.

## Улицы
Уличная сеть села состоит из 15 улиц и 6 переулков.